# Архиепархия Коттаяма
Архиепархия Коттаяма (лат. Kottayamensis) — архиепархия Сиро-малабарской католической церкви c центром в городе Коттаям, Индия. Кафедральным собором архиепархии Коттаяма является церковь Христа Царя.

## История
29 августа 1911 года Римский папа Пий X выпустил бреве In universi christiani, которым учредил апостольский викариат Коттаяма, в юрисдикцию которого вошли приходы, располагавшиеся вдоль Малабарского побережья и ранее принадлежавшие апостольским викариатам Эрнакулама (сегодня — Архиепархия Эрнакулам — Ангамали) и Чанганачерри (сегодня — Архиепархия Чанганачерри).
21 декабря 1923 года Римский папа Пий X выпустил буллу Romani Pontifices, которой преобразовал апостольский викариат Коттаяма в епархию.
29 апреля 1955 года в епархию Коттаяма вошли приходы южных частей архиепархий Эрнакулам — Ангамали и Чанганачерри.
9 мая 2005 года епархия Коттаяма была возведена в ранг архиепархии.

## Ординарии архиепархии
- епископ Мэтью Макил (29.08.1911 — 26.01.1914);
- епископ Александр Чулапарамбил (16.07.1914 — 8.01.1951);
- епископ Thomas Tharayil (8.01.1951 — 5.05.1974);
- епископ Kuriakose Kunnacherry (5.05.1974 — 14.01.2006);
- архиепископ Mathew Moolakkattu (14.01.2006 — по настоящее время).

## Источник
- Annuario Pontificio, Ватикан, 2007
- Булла Romani Pontifices Архивная копия от 3 марта 2013 на Wayback Machine, AAS 16 (1924), стр. 257